# BabyTron
BabyTron, de son vrai nom James Johnson III, né le 6 juin 2000 à Ypsilanti dans l'État du Michigan, est un rappeur américain.
Son abilité à rapper sur des productions excentriques et ses textes parsemés de références à la culture populaire l'ont fait gagner en notoriété. Il est considéré comme l'un des représentants du « Scam rap », un sous-genre du rap dans lequel les paroles sont axées sur les délits d'escroquerie, tels que la fraude à la carte bancaire et l'usurpation d'identité par exemple. 

## Biographie

### Jeunesse
James Johnson III naît en juin 2000 à Ypsilanti, une petite ville située entre Ann Arbor et Detroit. Son père était le chanteur du groupe de nü metal Motown Rage (en), signé sur le label Psychopathic Records du groupe Insane Clown Posse. Adolescent, il commence à rapper et fonde le groupe ShittyBoyz avec ses amis StanWill et TrDee,.

### Carrière
BabyTron sort son premier projet solo, Bin Reaper, en 2019. 
En juin 2021, le rappeur de Detroit dévoile le projet Luka Troncic, nommé en référence au joueur de basket-ball Luka Dončić, et la mixtape Bin Reaper 2 en octobre. En février 2022, il sort le projet Trifecta avec les ShittyBoyz, suivi le mois suivant de l'album solo Megatron.
En mai 2022, son titre Emperor of the Universe, sur lequel BabyTron rappe sur 21 productions différentes, devient viral.
En juin 2022, BabyTron est nommé dans la XXL Freshman Class 2022. Au mois d'août, les ShittyBoyz sortent le projet Trifecta 2, porté par le single Slam Dunk Contestants.
En octobre 2022, BabyTron sort l'album Bin Reaper 3: Old Testament. Sa suite Bin Reaper 3: New Testament paraît en février 2023.
Le 24 février 2023, il sort un EP intitulé Out On Bond, après avoir été liberé sous caution suivant une incarcération pour possession de drogue.
Le 6 juin 2023, il sort l'album 6 de manière surprise, le jour de son anniversaire. En septembre, les ShittyBoyz dévoilent l'album Trifecta 3: The Finale.
En juillet 2024, BabyTron, avec le rappeur Big Sean, est invité par Eminem sur le single Tobey, issu de l'album The Death of Slim Shady (Coup de Grâce).